# 凱蒂·哈珀
凱薩琳·蘿絲·哈珀（英語：Katherine Rose Halper，1981年7月11日—）是美國喜劇演員、政治評論員和紀錄片導演。目前是《凱蒂·哈珀秀》（The Katie Halper Show）的主持人，《有用的白癡》（Useful Idiots）的共同主持人。

## 生平
自幼在紐約市上西城成長，其父親是一名精神科醫師，母親則是一名英語教授和小說家。她畢業於道爾頓學校，2003年從衛斯理大學畢業。
哈珀是一名猶太人，但她認為自己是世俗化猶太人。

### 職業生涯
哈珀是2004年加拿大紀錄片《工人當家》的外展總監，該部紀錄片由娜歐蜜·克萊恩和艾維·路易斯執導。
哈珀執導的第一部紀錄片是《La Memoria es Vaga》（2005年），在美國和西班牙上映，主題有關於烈士谷和後佛朗哥時期西班牙的歷史記憶。哈珀還執導了有關世俗化猶太人夏令營坎德蘭營的2013年紀錄片《Commie Camp》，她的母親和祖母當年都曾在坎德蘭營工作過。
哈珀主持著WBAI廣播節目《凱蒂·哈珀秀》（The Katie Halper Show）。2020年3月，前拜登助理塔拉·里德在該節目上指控拜登對其進行了性侵犯，引發熱議。
自2019年起，哈珀開始與記者馬特·泰比共同主持《有用的白癡》（Useful Idiots），曾採訪過伯尼·桑德斯、圖茜·加伯德、丹尼斯·庫辛尼奇、麥可·摩爾、葛倫·葛林華德、諾姆·杭士基、羅傑·華特斯、拉希達·特萊布等人。
哈珀作為評論員，曾出現在MSNBC、青年土耳其人、RT電視台和福斯新聞等媒體上。

## 外部連結
- 官方网站
- 凱蒂·哈珀的X（前Twitter）
- 凱蒂·哈珀在互联网电影资料库（IMDb）上的資料（英文）